# 中院通勝
中院 通勝（なかのいん みちかつ）は、戦国時代から江戸時代初期にかけての公卿・歌人・和学者。内大臣・中院通為の三男。官位は正三位・権中納言。

## 経歴
天正7年（1579年）に正三位権中納言に至る。始め母方の伯父の三条西実枝に師事して歌を学んだ。天正8年（1580年）には、伊予局と密通したために正親町天皇の勅勘を蒙り丹後国舞鶴に配流、細川幽斎に学んで和歌・和学を極めた。慶長4年（1599年）に赦されて帰京した。
日記に『継芥記』、著書に『中院通勝集』や源氏物語の注釈書である『岷江入楚』などがある。

## 系譜
- 父：中院通為（1518-1565）
- 母：三条西公条の娘
- 正室：細川幽斎の養女 - 一色左京大夫義次の娘、幽斎孫[4]。
  - 男子：長岡孝以（1584-1604） - 与九郎。室は細川幽斎の娘・千、子孫は熊本細川家家臣の嵯峨氏[4][5]。
  - 男子：中院通村（1588-1653）
  - 女子：中院局（1592-1672） - 本名は仲子。後陽成天皇の権典侍だったが猪熊事件で烏丸光広との密通が露見し、伊豆新島へ配流。
  - 男子：北畠親顕（1603-1630） - 北畠具房の養子。